# Parafia Podwyższenia Krzyża Świętego w Radawiu
Parafia Podwyższenia Krzyża Świętego – rzymskokatolicka parafia położona we wsi Radawie (gmina Zębowice). Parafia należy do dekanatu Dobrodzień w diecezji opolskiej.

## Historia parafii
Pierwsze informacje o parafii w Radawiu pochodzą z 1305 roku, kiedy to mieszkańcy składali dziesięcinę na rzecz biskupstwa wrocławskiego. Pierwszym duchownym pracującym w parafii jest ks. Sylwius, który w 1411 roku zbudował kaplicę na miejscu dzisiejszego kościoła parafialnego. Po zakończeniu wojny trzydziestoletniej liczba ludności w Radawiu drastycznie zmalała co spowodowało zlikwidowanie parafii i od 1633 roku istniejący kościół staje się kościołem filialnym parafii w Zębowicach. Taki stan trwa do 1945 roku. Po zakończeniu II wojny światowej ponownie zostaje ustanowiona w Radawiu parafia, a jej pierwszym proboszczem zostaje ksiądz Leon Kara. Kolejny proboszcz, ks. Jan Różalski, pracował w parafii przez 8 miesięcy. Po jego wyjeździe do Niemiec zarządcą w parafii mianowany zostaje ks. Gustaw Łysik. W 1958 roku proboszczem zostaje ks. Wiktor Pokora, który w 1961 roku, naprzeciw kościoła,  buduje figurę MB Fatimskiej.
Obecnie administratorem jest ks. Adam Jankowski.

## Liczebność i zasięg parafii
Parafię zamieszkuje 820 parafian, zasięgiem duszpasterskim obejmuje ona miejscowości:
- Radawie,
- Kosice,
- Łąka,

### Szkoły i przedszkola
- Publiczne Przedszkole w Zębowicach, oddział w Radawiu.

## Duszpasterze

### Proboszczowie po 1945 roku
- ks. Leon Kara (od 18 grudnia 1945 do 26 maja 1948)
- ks. Różalski (od 26 maja 1948 do 31 stycznia 1949)
- ks. Karol Łysik (od 6 marca 1949 do 3 kwietnia 1949)
- ks. Karol Jucha (od 18 kwietnia 1949 do 22 listopada 1952)
- ks. Wincenty Guzik (od grudnia 1952 do listopada 1958)
- ks. Wiktor Pokora (od 15 listopada 1958 do 1 lutego 1978)
- ks. Tadeusz Słocki (od 1 lutego 1978 do września 1983)
- ks. Józef Mucha (od września 1983 do września 2016)
- ks. Henryk Czupała (od września 2016 do sierpnia 2024)
- ks. Adam Jankowski (administrator) (od sierpnia 2024)